# The Shoes
The Shoes — французький електророк дует, створений у Реймсі у 2007 році. Складається з Гійома Б'єра та Бенджаміна Лебо, які є авторами пісень та продюсерами.

## Історія
До створення дуету Бенджамін і Гійом були учасниками The Film, рок-гурту, що утворився в Бордо в 2005 році.
7 березня 2011 року група випустила свій альбом «Crack My Bones» на незалежному французькому лейблі Green United Music. Альбом включає десять оригінальних треків, у тому числі дев'ять у співпраці з французькими та міжнародними виконавцями, такими як Esser, Wave Machines, Primary 1, Anthonin Ternant (з The Bewitched Hands) та Cock'n'Bull Kid.

## Дискографія
- 2009 — Scandal !
- 2011 — Crack My Bones
- 2015 — Chemicals[2]